# Lõpi
Lõpi – wieś w Estonii, w prowincji Sarema, w gminie Leisi.